# Siloé (banda)
Siloé es un grupo musical español formado en 2016, conocido por su mezcla de folk, pop-rock y música electrónica. Originarios de Valladolid, sus integrantes son Fito Robles (vocalista), Xavi Road (guitarrista) y Jaco Betanzos (batería, desde 2022).

## Historia
Los integrantes de Siloé se conocieron como alumnos de la Universidad de Valladolid. Lanzaron su primer álbum, La Verdad, en 2016, tras el regreso de Fito Robles de estudiar con una beca en el Berklee College of Music de Boston. Tomaron el nombre de Siloé como referencia al milagro de la curación del ciego por Jesucristo; no por el milagro en sí, sino porque el ciego «tomó conciencia de la realidad», al igual que el grupo con su música.
En 2018, lanzaron La Luz y, en 2020, publicaron Metrópolis, un álbum que definió su identidad en directo y les valió el reconocimiento como banda destacada de música en directo.
En 2021, lanzaron la reedición Metrópolis 2.0 como versión ampliada con colaboraciones de artistas como Miss Caffeina, Belén Aguilera, Varry Brava y Delaporte, entre otros. Ese mismo año, Coldplay compartió una de sus canciones en redes sociales, lo que aumentó su visibilidad. En 2022, se incorporó Jaco Betanzos como batería.
Su álbum Santa Trinidad, lanzado en 2023, reflejó su evolución y adaptabilidad, con canciones diseñadas para festivales. También en 2023, su canción "Nada que se parezca a ti" se convirtió en el tema musical para la promoción turística de Castilla y León.

## Estilo musical
El estilo de Siloé se caracteriza por una fusión dinámica de folk, pop/rock y electrónica bailable. Esta adaptabilidad se ha convertido en una marca distintiva, permitiéndoles conectar con audiencias diversas. Su evolución musical, especialmente evidente en álbumes como Metrópolis y Santa Trinidad, muestra un desplazamiento hacia un sonido más electrónico, manteniendo raíces folk y pop/rock que reflejan sus orígenes y vivencias personales.

## Discografía
- La Verdad (2016)
- La Luz (2018)
- Metrópolis (2020)
- Metrópolis 2.0 (2021)
- Santa Trinidad (2023)